# Thrustmaster

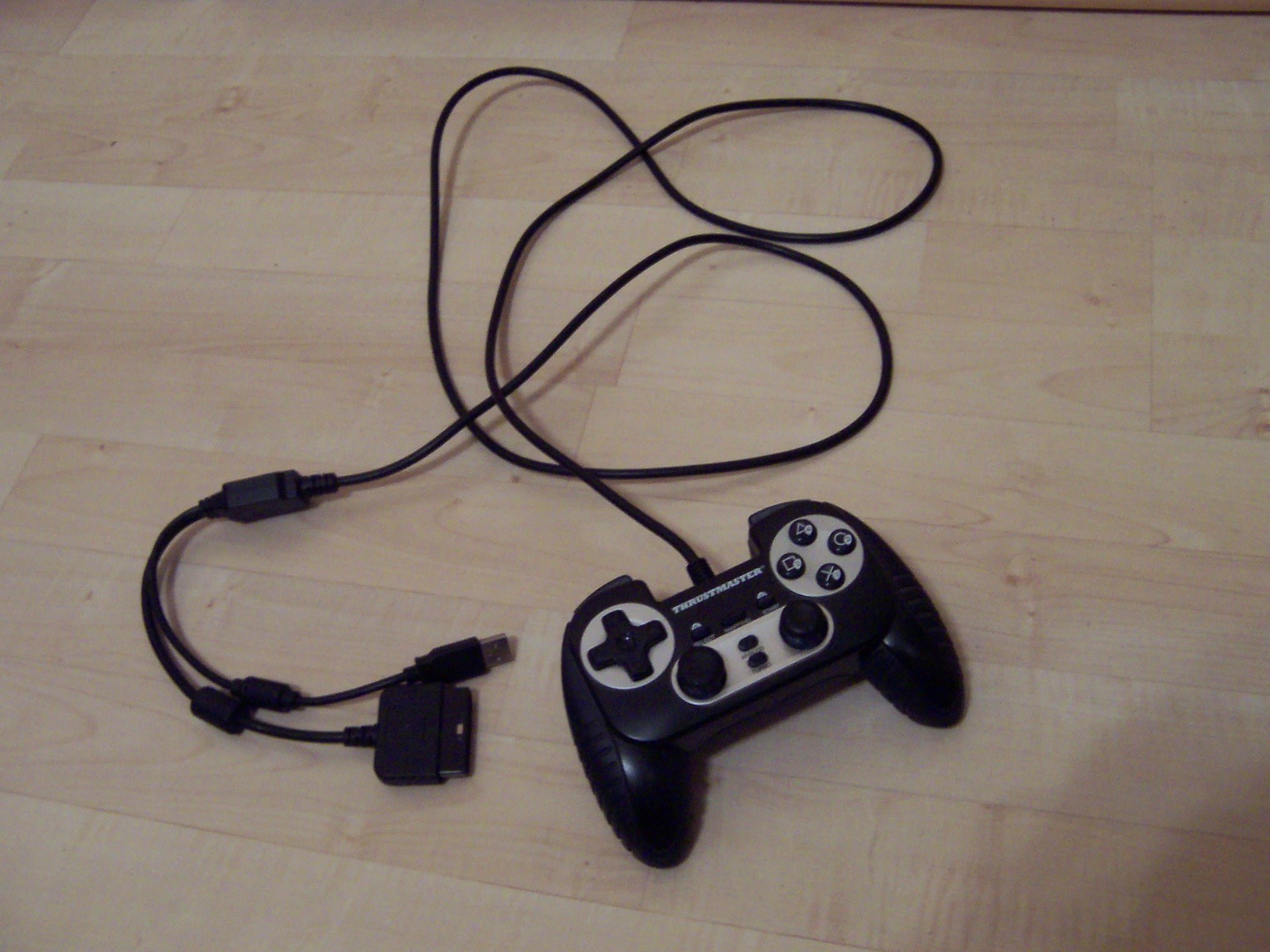
„Thrustmaster 2 in 1“-Dualtrigger für den Personal Computer und die PlayStation 2

Thrustmaster ist eine US-amerikanische Firma, die sich seit Anfang der 1990er Jahre darauf spezialisiert hat, Joysticks und Schubregler für Personal Computer, PlayStation 2, PlayStation 3 und PlayStation 4 zu produzieren.
Die Produkte fanden Anklang bei der in den 1990er Jahren großen Fangemeinde von PC-Flugsimulatoren. Mit den Modellen Thrustmaster T1 und T2 (mit Pedalen) war die Firma 1996 ein Pionier auf dem Gebiet der PC-Lenkräder für Rennspiele.
1999 wurde Thrustmaster von der Guillemot Corporation übernommen, was auch eine Öffnung für den Massenmarkt und damit eine andere Produktstrategie bedeutete. Einzige Reminiszenz an die früheren Zeiten der Hardwareschmiede war der 2002 erschienene Thrustmaster HOTAS Cougar, der zu Preisen um die 250 Euro angeboten wurde und gemäß seinem Namen (Hands on Throttle AND Stick) aus einem Joystick und einem separaten Schubregler besteht. Das Nachfolgeprodukt ist seit 2010 der Thrustmaster HOTAS Warthog, der eine sehr detailgetreue Nachbildung der Flugsteuereinrichtungen einer A10 Thunderbolt darstellt und sich durch eine hochwertige Ganzmetallausfertigung auszeichnet. Dessen Verkaufspreis liegt mit Stand April 2022 um die 420 Euro.